# Pose to Do
Pose to Do è un singolo del rapper statunitense Lil Pump, pubblicato il 19 luglio 2019.

## Tracce
1. Pose to Do – 2:55